# Guarany Esporte Clube (Pernambuco)
O Guarany Esporte Clube (conhecido popularmente como Guarany de Camaragibe)  é uma agremiação esportiva brasileira sediado em Camaragibe, no estado de Pernambuco que tem como modalidade esportiva principal o futebol. Fundado em 1920, a agremiação é uma das mais antigas do futebol pernambucano, além de ser uma das primeiras filiadas da Federação Pernambucana de Futebol (FPF).
Dono de uma trajetória de grandes conquistas, o clube também contou com grandes nomes no passar de sua história. Um deles é o ex-goleiro Haílton Corrêa de Arruda, mais conhecido como Manga. Após décadas disputando as principais competições estaduais e também regionais, o índio Guarani atualmente se encontra licenciado de competições oficiais, disputando apenas competições amadoras em Camaragibe e a Taça União de Clubes Intermunicipais.

## História

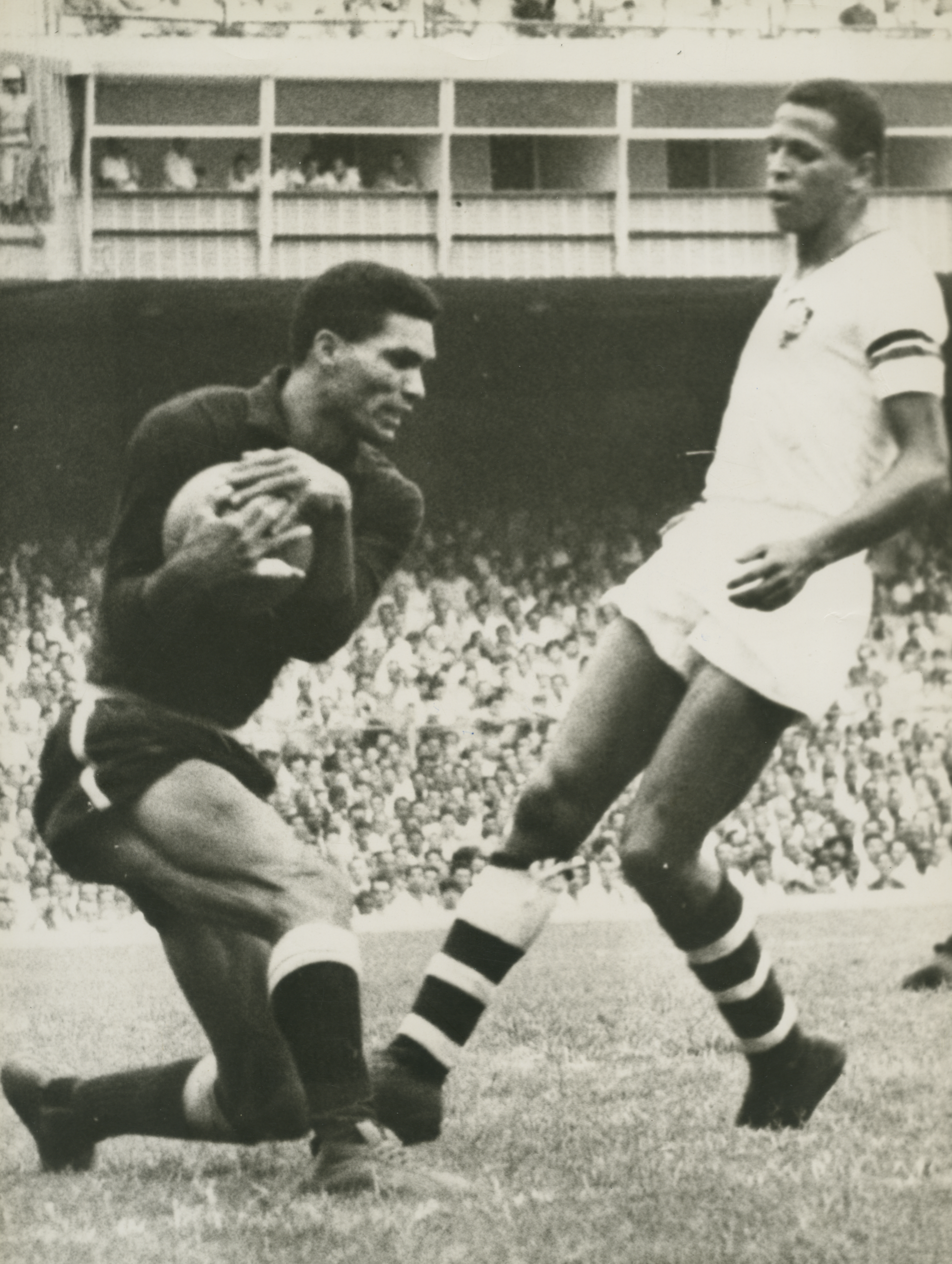
Manga em jogo Botafogo X Fluminense.

Um dos clubes mais antigos do futebol pernambucano, o Guarany foi um dos primeiros a se filiar a Federação Pernambucana de Futebol (FPF), e traz em sua trajetória grandes conquistas e grandes nomes que atuaram no clube.
O nome mais famoso do Guarany é do ex-goleiro Haílton Corrêa de Arruda, mais conhecido como Manga, que depois passou pelo Botafogo (RJ), Sport (PE), Grêmio (RS) , Internacional (RS), Operário-MS (MS), Coritiba (PR), Nacional-URU, Barcelona de Guayaquil-EQU e da Seleção Brasileira da Copa do Mundo FIFA de 1966, na Inglaterra.
Após décadas disputando o campeonato citadino, torneios regionais e amistosos contra os clubes profissionais, o Guarany atualmente se encontra licenciado e não disputa qualquer competição oficial profissional. Seu último jogo foi contra o Santa Cruz num amistoso em 2015
Em 2018, o clube participou do arbitral do campeonato Pernambucano da Série A2, dando expectativas de uma possível volta aos gramados.

## Escudo
A representatividade do escudo do Guarany, são suas cores vermelha e azul num circulo com a figura de um indígena da tribo dos Guaranis no centro.